# 鹅市广场

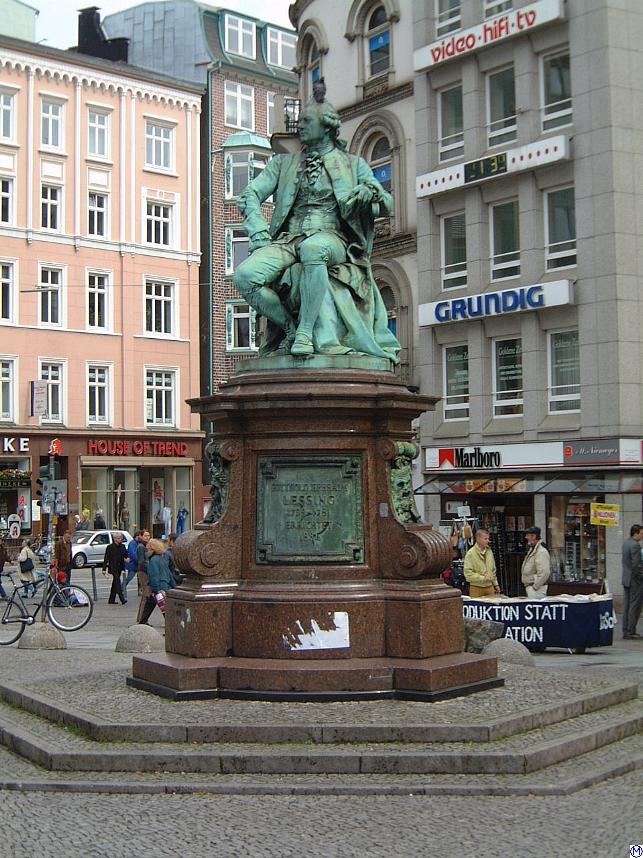

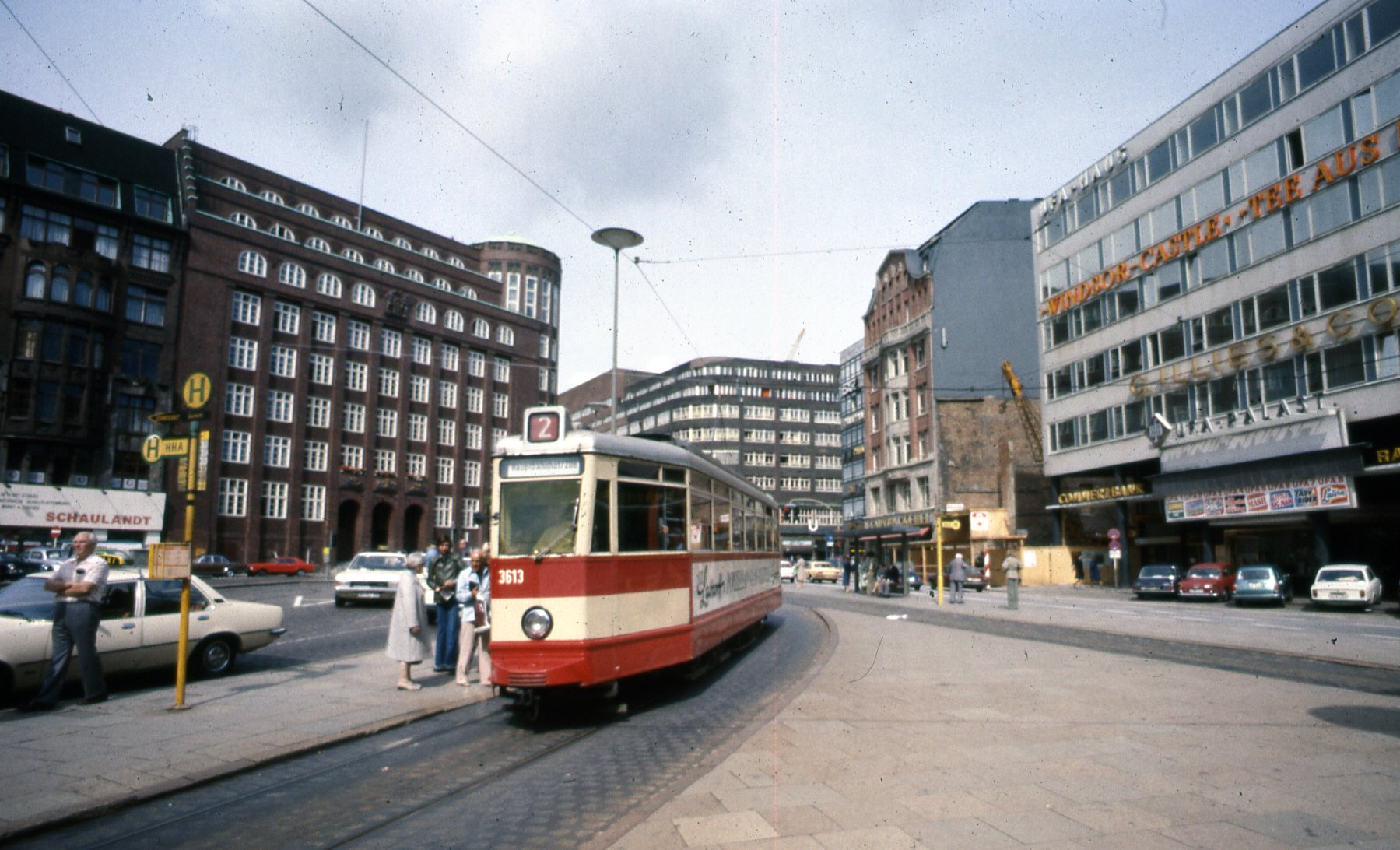

鹅市广场（Gänsemarkt）是德国汉堡的一个三角形的城市公共广场，位于汉堡新城区。东通处女堤，西北通Dammtorstraße 和 Valentinskamp，南通ABC-Straße。

## 历史
从1678到1738年，广场上开设了鹅市广场歌剧院（Oper am Gänsemarkt）。1765年该建筑被拆除，取而代之的汉堡国家歌剧院，于1769年关闭。剧院雇用戈特霍尔德·埃夫莱姆·莱辛为世界上第一个编剧。 今天，漢堡國立歌劇院位于 Dammtorstraße以北数米。
因此，莱辛纪念碑位于广场的中心。它由弗里茨·沙佩尔创作，于1881年竖立。1944年6月18日，纪念碑被一枚炸弹击中，从基座上倒下。1955年又被竖立起来。
乌法宫电影院（Ufa-Palast）可容纳2667人，曾经是欧洲最大的电影院，于1929年12月开业。之后很长时间，它还是汉堡最大的电影院。电影院在二战期间受到破坏，后来在鹅市广场北边重建，容量在20世纪80年代增加到3200个。2006年，电影院关闭，新建筑拆除，而早期旧址 Deutschlandhaus 还能在广场附近找到。。
今天，广场被商店、购物商廊和餐馆所环绕。汉堡地铁U2线在广场下面设有鹅市广场站。